# Erzählforschung
Die traditionelle Erzählforschung (auch: Volksprosa-Forschung) ist ein Zweig der Ethnologie. Sie befasst sich mit den von André Jolles als einfache Formen bezeichneten Textsorten wie Märchen, Mythe, Sage, Schwank oder Witz. Die moderne Erzählforschung schließt darüber hinaus auch bestimmte Erzählformen der Gegenwart wie Alltagsgeschichte, Alltagserzählung, Arbeitserinnerungen, autobiografische Erzählung, Familien-Erinnerungsgeschichte, Krankheitserlebnisse und Krankenhauserinnerungen, Reiseberichte und moderne Sagen mit ein.

## Finnische Schule
Wenngleich sich das Märchen aufgrund seiner einzigartigen Popularität für viele Jahrzehnte der mit Abstand größten Aufmerksamkeit erfreuen konnte, lässt sich heute selbst zu den weniger bekannten Gattungen – wie Exempel, Facetie oder Ortsneckerei – einiges an Sekundärliteratur finden. Grund dafür sind in erster Linie eine (für die gesamte Folkloristik institutionalisierte) internationale Zusammenarbeit sowie eine vergleichende Methodik seit der ersten Hälfte des 20. Jahrhunderts.
Hier ist besonders die Finnische Schule der Erzählforschung hervorzuheben, die mit ihrer geografisch-historischen Methode ab den 1880er Jahren auf die irrationalistischen, mythologischen und romantischen Schulen des 19. Jahrhunderts reagierte und den Weg zu einer wissenschaftlichen Erzählforschung ebnete. Diese Methode sah vor, dass alle Varianten eines konkreten Erzähltyps miteinander verglichen werden sollten, um dadurch analytisch auf Alter, Ursprungsland, Wanderwege und Verbreitung schließen zu können.
Als Begründer gelten die drei finnischen Erzählforscher Julius Krohn, sein Sohn Kaarle Krohn sowie Antti Aarne, auf dessen Arbeit auch der Aarne-Thompson-Index beruht. Der einflussreichste Vertreter wurde jedoch Walter Anderson, insbesondere aufgrund seiner hervorragenden Modelluntersuchung Kaiser und Abt von 1923.

## Heutige Fragestellungen
Da die Finnische Schule nicht einmal theoretisch dazu in der Lage war, den an sie gestellten Anforderungen gerecht zu werden, wurde sie immer wieder scharf kritisiert. So entwickelten sich mit der Zeit mehr und mehr pluralistische Forschungsfragen, die vor allem kulturwissenschaftlich, literaturwissenschaftlich, psychologisch, religionswissenschaftlich, soziologisch oder auch strukturalistisch geprägt sind und von denen zwei im Folgenden kurz angerissen werden sollen.

### Mündlichkeit/Schriftlichkeit
Mündliche Überlieferungen lassen sich aufgrund ihrer relativen Kurzlebigkeit höchstens bis zum Beginn des 19. Jahrhunderts nachweisen; was die zahlreichen Jahrhunderte davor angeht, so ist man auf literarisch-schriftliche Quellen angewiesen. Was die Forschung nun beispielsweise unternimmt, ist die kritische Interpretation älterer Schriften mit Hilfe neuerer Aufzeichnungen aus der oralen Überlieferung. Ferner ergeben sich Fragen nach den Vermittlungsstellen zwischen mündlicher und schriftlicher Kultur, nach den Ursachen für die – teilweise bemerkenswerten – Traditionsfestigkeiten sowie den jeweiligen Auswahlprozessen.

### Performanz
Die Performanz, also insbesondere die Sprachverwendung und Inszenierung, ist auch durch den Erzähler selbst geprägt. Im Gegensatz zur traditionellen Erzählforschung, der es lediglich um die Texte an sich ging, interessiert sich die neuere Folkloristik insbesondere für die so genannten Erzählerpersönlichkeiten: Wer genau ist eigentlich dieser Mann oder jene Frau, der bzw. die auf ein beträchtliches Repertoire an Märchen, Sagen, Witzen o. ä. zurückgreifen kann? Was lässt sich über deren soziale Stellung und was über ihre Kreativität sagen? Ebenso wichtig kann die Frage nach den Orten des Erzählens sein; bekommt man die Geschichten ausschließlich im familiären Kreis zu hören oder finden die Erzählvorgänge auch in öffentlichen Räumen statt?